# Jardim do Mar
Jardim do Mar (Nederlands: Tuin van de Zee) is een plaats (freguesia) in de Portugese gemeente Calheta en telt 204 inwoners (2011). De plaats ligt aan de zuidwestelijke kust van het eiland Madeira.
Het plaatsje ligt achter een verhoogde en versterkte zeedijk op een kleine laagvlakte aan de kust, volledig omgeven door de steile en hoge heuvelflanken van het Madeirs gebergte. De toegang wordt enkel verzekerd door een enkele weg, de ER223, naar de aangrenzende freguesia Estreito da Calheta met haarspeldbochten en een 100 m lange tunnel. Voor de dorpsingang is op de ER223 een afsplitsing naar de tunnelmond van de 2,5 km lange tunnel met tweebaansweg naar de meer westelijke freguesia Paul do Mar.  Deze baan is onderdeel van de VE7, een nieuwe wegeninfrastructuur die het verkeer op het eiland moet verbeteren en waarvan de tunnel in 2001 opende. De tunnel loopt door de heuvelflank achter het dorp Jardim  do Mar.
Waar de meeste freguesias van Calheta een strook grondgebied hebben van aan de kust tot in het centrale vulkanisch gebergte van het eiland, is het 0,74 km² grote grondgebied van Jardim do Mar beperkt tot de kuststrook zelf.  De heuvels en hogergelegen gebieden maken deel uit van de aangrenzende freguesia Prazeres.
De bevolking van het kustplaatsje steeg in de 19e en 20e eeuw tot meer dan 500 inwoners rond 1960 maar daalde sindsdien stelselmatig tot 204 bij de census van 2011. In dat jaar was ook 28% van de bevolking ouder dan 65.

## Galerij

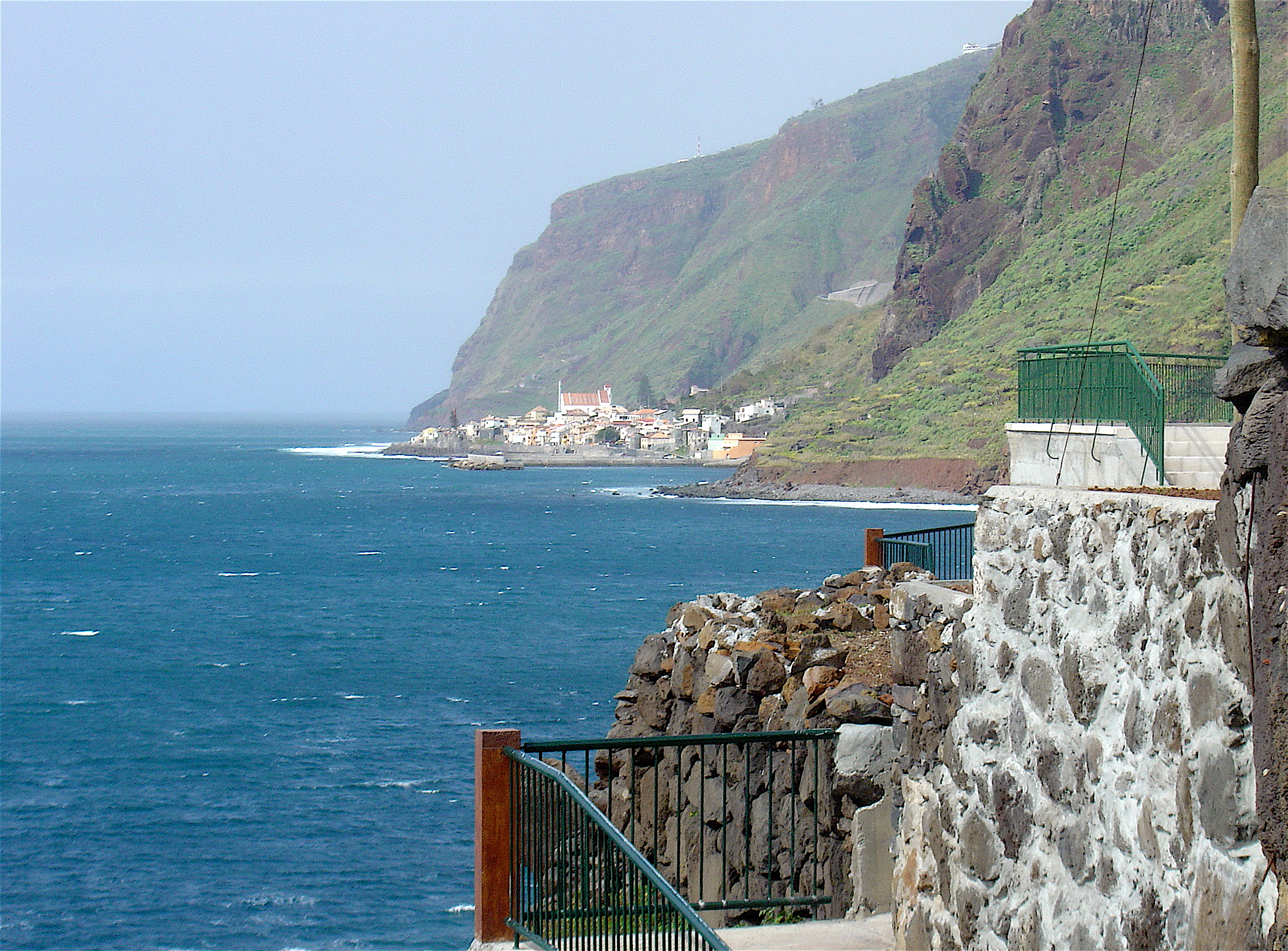
Zicht op de aangrenzende freguesia Paul do Mar vanuit Jardim do Mar
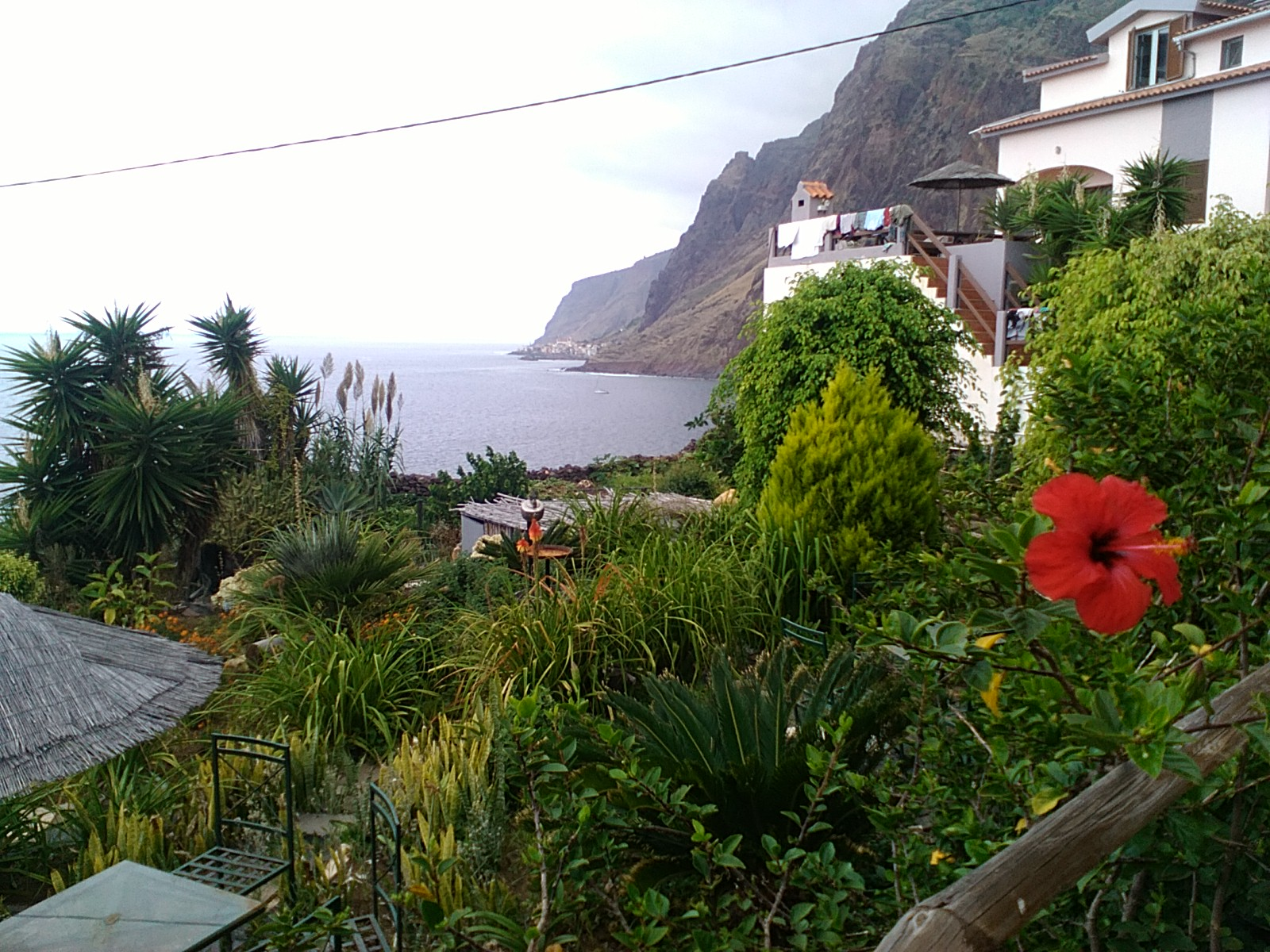
Bewoning in Jardim do Mar